# Bundestagswahl 1972/Wahlergebnisse nach Bundesländern
Bundestagswahl 1972 – Wahlergebnisse nach Bundesländern.

## Wahlergebnisse

### Baden-Württemberg
| Gegenstand der Nachweisung | Erst- stimmen | Erst- stimmen | Zweit- stimmen | Zweit- stimmen | Sitze | Direkt- mandate |
| Gegenstand der Nachweisung | Anzahl        | %             | Anzahl         | %              | Sitze | Direkt- mandate |
| -------------------------- | ------------- | ------------- | -------------- | -------------- | ----- | --------------- |
| Wahlberechtigte            | 5.960.714     | 100,0         | 5.960.714      | 100,0          |       |                 |
| Wähler                     | 5.376.985     | 90,2          | 5.376.985      | 90,2           |       |                 |
| Ungültig                   | 70.981        | 1,3           | 54.852         | 1,0            |       |                 |
| Gültig                     | 5.306.004     | 100,0         | 5.322.133      | 100,0          | 72    | 36              |
| davon:                     |               |               |                |                |       |                 |
| CDU                        | 2.679.772     | 50,5          | 2.648.810      | 49,8           | 36    | 24              |
| SPD                        | 2.268.696     | 42,8          | 2.069.169      | 38,9           | 28    | 12              |
| FDP                        | 296.286       | 5,6           | 544.832        | 10,2           | 8     | –               |
| NPD                        | 36.134        | 0,7           | 40.580         | 0,8            | –     | –               |
| DKP                        | 16.807        | 0,3           | 13.289         | 0,2            | –     | –               |
| EFP                        | 603           | 0,0           | 5.453          | 0,1            | –     | –               |
| FSU                        | 278           | 0,0           | –              | –              | –     | –               |
| Einzelbewerber             | 7.428         | 0,1           | –              | –              | –     | –               |

### Bayern
| Gegenstand der Nachweisung | Erst- stimmen | Erst- stimmen | Zweit- stimmen | Zweit- stimmen | Sitze | Direkt- mandate |
| Gegenstand der Nachweisung | Anzahl        | %             | Anzahl         | %              | Sitze | Direkt- mandate |
| -------------------------- | ------------- | ------------- | -------------- | -------------- | ----- | --------------- |
| Wahlberechtigte            | 7.375.146     | 100,0         | 7.375.146      | 100,0          |       |                 |
| Wähler                     | 6.626.216     | 89,8          | 6.626.216      | 89,8           |       |                 |
| Ungültig                   | 97.596        | 1,5           | 62.426         | 0,9            |       |                 |
| Gültig                     | 6.528.620     | 100,0         | 6.563.790      | 100,0          | 86    | 44              |
| davon:                     |               |               |                |                |       |                 |
| CSU                        | 3.620.625     | 55,5          | 3.615.183      | 55,1           | 48    | 31              |
| SPD                        | 2.572.250     | 39,4          | 2.483.136      | 37,8           | 33    | 13              |
| FDP                        | 260.019       | 4,0           | 399.554        | 6,1            | 5     | –               |
| NPD                        | 51.026        | 0,8           | 47.140         | 0,7            | –     | –               |
| DKP                        | 19.890        | 0,3           | 13.607         | 0,2            | –     | –               |
| EFP                        | 2.621         | 0,0           | 5.170          | 0,1            | –     | –               |
| FSU                        | 420           | 0,0           | –              | –              | –     | –               |
| Einzelbewerber             | 1.769         | 0,0           | –              | –              | –     | –               |

### Bremen
| Gegenstand der Nachweisung | Erst- stimmen | Erst- stimmen | Zweit- stimmen | Zweit- stimmen | Sitze | Direkt- mandate |
| Gegenstand der Nachweisung | Anzahl        | %             | Anzahl         | %              | Sitze | Direkt- mandate |
| -------------------------- | ------------- | ------------- | -------------- | -------------- | ----- | --------------- |
| Wahlberechtigte            | 540.928       | 100,0         | 540.928        | 100,0          |       |                 |
| Wähler                     | 492.431       | 91,0          | 492.431        | 91,0           |       |                 |
| Ungültig                   | 4.861         | 1,0           | 3.546          | 0,7            |       |                 |
| Gültig                     | 487.570       | 100,0         | 488.885        | 100,0          | 4     | 3               |
| davon:                     |               |               |                |                |       |                 |
| SPD                        | 301.190       | 61,8          | 284.028        | 58,1           | 3     | 3               |
| CDU                        | 145.418       | 29,8          | 144.471        | 29,6           | 1     | –               |
| FDP                        | 34.786        | 7,1           | 54.428         | 11,1           | –     | –               |
| DKP                        | 3.863         | 0,8           | 3.335          | 0,7            | –     | –               |
| NPD                        | 2.313         | 0,5           | 2.305          | 0,5            | –     | –               |
| EFP                        | –             | –             | 318            | 0,1            | –     | –               |

### Hamburg
| Gegenstand der Nachweisung | Erst- stimmen | Erst- stimmen | Zweit- stimmen | Zweit- stimmen | Sitze | Direkt- mandate |
| Gegenstand der Nachweisung | Anzahl        | %             | Anzahl         | %              | Sitze | Direkt- mandate |
| -------------------------- | ------------- | ------------- | -------------- | -------------- | ----- | --------------- |
| Wahlberechtigte            | 1.348.617     | 100,0         | 1.348.617      | 100,0          |       |                 |
| Wähler                     | 1.242.832     | 92,2          | 1.242.832      | 92,2           |       |                 |
| Ungültig                   | 7.753         | 0,6           | 5.767          | 0,5            |       |                 |
| Gültig                     | 1.235.079     | 100,0         | 1.237.065      | 100,0          | 16    | 8               |
| davon:                     |               |               |                |                |       |                 |
| SPD                        | 742.999       | 60,2          | 673.517        | 54,4           | 9     | 8               |
| CDU                        | 411.876       | 33,3          | 411.974        | 33,3           | 5     | –               |
| FDP                        | 65.752        | 5,3           | 138.607        | 11,2           | 2     | –               |
| DKP                        | 8.650         | 0,7           | 6.944          | 0,6            | –     | –               |
| NPD                        | 4.494         | 0,4           | 4.633          | 0,4            | –     | –               |
| EFP                        | 1.099         | 0,1           | 910            | 0,1            | –     | –               |
| FSU                        | 209           | 0,0           | 480            | 0,0            | –     | –               |

### Hessen
| Gegenstand der Nachweisung | Erst- stimmen | Erst- stimmen | Zweit- stimmen | Zweit- stimmen | Sitze | Direkt- mandate |
| Gegenstand der Nachweisung | Anzahl        | %             | Anzahl         | %              | Sitze | Direkt- mandate |
| -------------------------- | ------------- | ------------- | -------------- | -------------- | ----- | --------------- |
| Wahlberechtigte            | 3.841.104     | 100,0         | 3.841.104      | 100,0          |       |                 |
| Wähler                     | 3.522.483     | 91,7          | 3.522.483      | 91,7           |       |                 |
| Ungültig                   | 36.907        | 1,0           | 23.647         | 0,7            |       |                 |
| Gültig                     | 3.485.576     | 100,0         | 3.498.836      | 100,0          | 47    | 22              |
| davon:                     |               |               |                |                |       |                 |
| SPD                        | 1.856.417     | 53,3          | 1.697.322      | 48,5           | 23    | 20              |
| CDU                        | 1.411.018     | 40,5          | 1.409.771      | 40,3           | 19    | 2               |
| FDP                        | 183.553       | 5,3           | 355.558        | 10,2           | 5     | –               |
| NPD                        | 17.329        | 0,5           | 19.767         | 0,6            | –     | –               |
| DKP                        | 16.925        | 0,5           | 13.214         | 0,4            | –     | –               |
| EFP                        | 334           | 0,0           | 3.204          | 0,1            | –     | –               |

### Niedersachsen
| Gegenstand der Nachweisung | Erst- stimmen | Erst- stimmen | Zweit- stimmen | Zweit- stimmen | Sitze | Direkt- mandate |
| Gegenstand der Nachweisung | Anzahl        | %             | Anzahl         | %              | Sitze | Direkt- mandate |
| -------------------------- | ------------- | ------------- | -------------- | -------------- | ----- | --------------- |
| Wahlberechtigte            | 5.126.515     | 100,0         | 5.126.515      | 100,0          |       |                 |
| Wähler                     | 4.684.898     | 91,4          | 4.684.898      | 91,4           |       |                 |
| Ungültig                   | 46.809        | 1,0           | 32.424         | 0,7            |       |                 |
| Gültig                     | 4.638.089     | 100,0         | 4.652.474      | 100,0          | 62    | 30              |
| davon:                     |               |               |                |                |       |                 |
| SPD                        | 2.389.346     | 51,5          | 2.235.911      | 48,1           | 30    | 23              |
| CDU                        | 2.007.358     | 43,3          | 1.988.720      | 42,7           | 27    | 7               |
| FDP                        | 207.187       | 4,5           | 393.282        | 8,5            | 5     | –               |
| NPD                        | 22.068        | 0,5           | 22.907         | 0,5            | –     | –               |
| DKP                        | 11.689        | 0,3           | 9.467          | 0,2            | –     | –               |
| EFP                        | 358           | 0,0           | 2.187          | 0,0            | –     | –               |
| FSU                        | 83            | 0,0           | –              | –              | –     | –               |

### Nordrhein-Westfalen
| Gegenstand der Nachweisung | Erst- stimmen | Erst- stimmen | Zweit- stimmen | Zweit- stimmen | Sitze | Direkt- mandate |
| Gegenstand der Nachweisung | Anzahl        | %             | Anzahl         | %              | Sitze | Direkt- mandate |
| -------------------------- | ------------- | ------------- | -------------- | -------------- | ----- | --------------- |
| Wahlberechtigte            | 11.992.806    | 100,0         | 11.992.806     | 100,0          |       |                 |
| Wähler                     | 11.005.807    | 91,8          | 11.005.807     | 91,8           |       |                 |
| Ungültig                   | 128.101       | 1,2           | 71.169         | 0,6            |       |                 |
| Gültig                     | 10.877.706    | 100,0         | 10.934.638     | 100,0          | 148   | 73              |
| davon:                     |               |               |                |                |       |                 |
| SPD                        | 5.743.844     | 52,8          | 5.509.886      | 50,4           | 75    | 52              |
| CDU                        | 4.517.830     | 41,5          | 4.484.657      | 41,0           | 61    | 21              |
| FDP                        | 530.974       | 4,9           | 856.963        | 7,8            | 12    | –               |
| NPD                        | 33.187        | 0,3           | 37.628         | 0,3            | –     | –               |
| DKP                        | 49.611        | 0,5           | 37.600         | 0,3            | –     | –               |
| EFP                        | 1.750         | 0,0           | 5.218          | 0,0            | –     | –               |
| FSU                        | 510           | 0,0           | 2.686          | 0,0            | –     | –               |

### Rheinland-Pfalz
| Gegenstand der Nachweisung | Erst- stimmen | Erst- stimmen | Zweit- stimmen | Zweit- stimmen | Sitze | Direkt- mandate |
| Gegenstand der Nachweisung | Anzahl        | %             | Anzahl         | %              | Sitze | Direkt- mandate |
| -------------------------- | ------------- | ------------- | -------------- | -------------- | ----- | --------------- |
| Wahlberechtigte            | 2.623.690     | 100,0         | 2.623.690      | 100,0          |       |                 |
| Wähler                     | 2.404.007     | 91,6          | 2.404.007      | 91,6           |       |                 |
| Ungültig                   | 33.295        | 1,4           | 26.146         | 1,1            |       |                 |
| Gültig                     | 2.370.712     | 100,0         | 2.377.861      | 100,0          | 31    | 16              |
| davon:                     |               |               |                |                |       |                 |
| SPD                        | 1.128.019     | 47,6          | 1.067.953      | 44,9           | 14    | 9               |
| CDU                        | 1.105.288     | 46,6          | 1.090.339      | 45,9           | 15    | 7               |
| FDP                        | 113.062       | 4,8           | 193.499        | 8,1            | 2     | –               |
| NPD                        | 14.816        | 0,6           | 18.321         | 0,8            | –     | –               |
| DKP                        | 9.227         | 0,4           | 7.749          | 0,3            | –     | –               |
| Einzelbewerber             | 300           | 0,0           | –              | –              | –     | –               |

### Saarland
| Gegenstand der Nachweisung | Erst- stimmen | Erst- stimmen | Zweit- stimmen | Zweit- stimmen | Sitze | Direkt- mandate |
| Gegenstand der Nachweisung | Anzahl        | %             | Anzahl         | %              | Sitze | Direkt- mandate |
| -------------------------- | ------------- | ------------- | -------------- | -------------- | ----- | --------------- |
| Wahlberechtigte            | 797.605       | 100,0         | 797.605        | 100,0          |       |                 |
| Wähler                     | 740.910       | 92,9          | 740.910        | 92,9           |       |                 |
| Ungültig                   | 13.039        | 1,8           | 10.998         | 1,5            |       |                 |
| Gültig                     | 727.871       | 100,0         | 729.912        | 100,0          | 8     | 5               |
| davon:                     |               |               |                |                |       |                 |
| SPD                        | 367.397       | 50,5          | 349.801        | 47,9           | 4     | 3               |
| CDU                        | 320.287       | 44,0          | 316.955        | 43,4           | 4     | 2               |
| FDP                        | 29.311        | 4,0           | 51.762         | 7,1            | –     | –               |
| NPD                        | 5.211         | 0,7           | 5.649          | 0,8            | –     | –               |
| DKP                        | 5.665         | 0,8           | 5.158          | 0,7            | –     | –               |
| EFP                        | –             | –             | 587            | 0,1            | –     | –               |

### Schleswig-Holstein
| Gegenstand der Nachweisung | Erst- stimmen | Erst- stimmen | Zweit- stimmen | Zweit- stimmen | Sitze | Direkt- mandate |
| Gegenstand der Nachweisung | Anzahl        | %             | Anzahl         | %              | Sitze | Direkt- mandate |
| -------------------------- | ------------- | ------------- | -------------- | -------------- | ----- | --------------- |
| Wahlberechtigte            | 1.839.177     | 100,0         | 1.839.177      | 100,0          |       |                 |
| Wähler                     | 1.665.020     | 90,5          | 1.665.020      | 90,5           |       |                 |
| Ungültig                   | 18.468        | 1,1           | 10.864         | 0,7            |       |                 |
| Gültig                     | 1.646.552     | 100,0         | 1.654.156      | 100,0          | 22    | 11              |
| davon:                     |               |               |                |                |       |                 |
| SPD                        | 858.081       | 52,1          | 804.446        | 48,6           | 11    | 9               |
| CDU                        | 705.966       | 42,9          | 695.140        | 42,0           | 9     | 2               |
| FDP                        | 69.583        | 4,2           | 141.497        | 8,6            | 2     | –               |
| NPD                        | 7.811         | 0,5           | 8.535          | 0,5            | –     | –               |
| DKP                        | 3.931         | 0,2           | 3.528          | 0,2            | –     | –               |
| EFP                        | 816           | 0,0           | 1.010          | 0,1            | –     | –               |
| FSU                        | 364           | 0,0           | –              | –              | –     | –               |